# Ptecticus brunneus
Ptecticus brunneus är en tvåvingeart som först beskrevs av Lindner 1936.  Ptecticus brunneus ingår i släktet Ptecticus och familjen vapenflugor.
Artens utbredningsområde är Madagaskar. Inga underarter finns listade i Catalogue of Life.